# Sächsische IIIb
| Sächsische IIIb DR-Baureihe 52.70 DR-Baureihe 34.77–78 | Sächsische IIIb DR-Baureihe 52.70 DR-Baureihe 34.77–78 | Sächsische IIIb DR-Baureihe 52.70 DR-Baureihe 34.77–78 | Sächsische IIIb DR-Baureihe 52.70 DR-Baureihe 34.77–78 | Sächsische IIIb DR-Baureihe 52.70 DR-Baureihe 34.77–78 |
| ------------------------------------------------------ | ------------------------------------------------------ | ------------------------------------------------------ | ------------------------------------------------------ | ------------------------------------------------------ |
|                                                        |                                                        |                                                        |                                                        |                                                        |
| Hersteller:                                            | Esslingen                                              | Schwartzkopf                                           | Hartmann                                               | Henschel                                               |
| Anzahl:                                                | 14 Umbau aus III                                       | 32                                                     | 157                                                    | 15                                                     |
| Nummerierung: DR                                       | 274–287 52 7001                                        | 288–319 34 7701–7702                                   | 320–334 34 7721–7808                                   | 335–491                                                |
| Indienststellung:                                      | 1874                                                   | 1873–1876                                              | 1874–1901                                              | 1876                                                   |
| Ausmusterung:                                          | bis Ende 1920er                                        | bis Ende 1920er                                        | bis Ende 1920er                                        | bis Ende 1920er                                        |
| Achsformel:                                            | 1'Bn2                                                  | 1'Bn2                                                  | 1'Bn2                                                  | 1'Bn2                                                  |
| Dienstmasse:                                           | 34,6 t                                                 | 35,8 t                                                 | 35,8 t                                                 | 35,8 t                                                 |
| Achsfahrmasse:                                         | 11,5 t                                                 | 11,5 t                                                 | 11,5 t                                                 | 11,5 t                                                 |
| Reibungsmasse:                                         | 23,1 t                                                 | 23,8 t                                                 | 23,8 t                                                 | 23,8 t                                                 |
| Länge über Puffer:                                     | k. A.                                                  | 13.854 mm / 13.050 mm                                  | 13.854 mm / 13.050 mm                                  | 13.854 mm / 13.050 mm                                  |
| Treibraddurchmesser:                                   | 1.525 mm                                               | 1.560 mm                                               | 1.560 mm                                               | 1.560 mm                                               |
| Laufraddurchmesser:                                    | 990 mm                                                 | 1.035 mm                                               | 1.035 mm                                               | 1.035 mm                                               |
| Höchstgeschwindigkeit:                                 | 70 km/h                                                | 60 km/h / 70 km/h                                      | 60 km/h / 70 km/h                                      | 60 km/h / 70 km/h                                      |
| Kesselüberdruck:                                       | 8,5 bar                                                | 10 bar                                                 | 10 bar                                                 | 10 bar                                                 |
| Kolbenhub:                                             | 560 mm                                                 | 560 mm                                                 | 560 mm                                                 | 560 mm                                                 |
| Zylinderdurchmesser:                                   | 406 mm                                                 | 406 mm                                                 | 406 mm                                                 | 406 mm                                                 |
| Rostfläche:                                            | 1,55 m²                                                | 1,60 m² / 1,66 m²                                      | 1,60 m² / 1,66 m²                                      | 1,60 m² / 1,66 m²                                      |
| Verdampfungsheizfläche:                                | 90,80 m²                                               | 92,93 m²                                               | 92,93 m²                                               | 92,93 m²                                               |
| Bremsenbauart:                                         | Gegendampfbremse Westinghouse-Druckluftbremse          | Gegendampfbremse Westinghouse-Druckluftbremse          | Gegendampfbremse Westinghouse-Druckluftbremse          | Gegendampfbremse Westinghouse-Druckluftbremse          |

Als Gattung III b bezeichneten die Königlich Sächsischen Staatseisenbahnen Schlepptenderlokomotiven für den Schnellzugdienst.
Die Deutsche Reichsbahn ordnete die meisten Lokomotiven ab 1925 in die Baureihe 34.77-78 und eine weitere in die Baureihe 52.70 ein.

## Geschichte

Sächsische IIIb, Betriebsnummer 446; 1893 von Hartmann gebaut

Zwischen 1873 und 1901 wurden von den Firmen Hartmann, Henschel und Schwartzkopff insgesamt 204 Lokomotiven an die Königlich Sächsischen Staatseisenbahnen geliefert. Im Laufe der Herstellung kam es immer wieder zu Modifikationen. 18 Fahrzeuge wurden als Verbundmaschinen gebaut.
Die Reichsbahn übernahm 91 Maschinen und vergab die Betriebsnummern 34 7701, 34 7702 und 34 7721 bis 34 7808.

## Umbau der Sächsischen Gattung III
Später stattete man noch 14 Maschinen der sächsischen Gattung III mit einer Lenkachse Bauart Nowotny aus und reihte auch diese Lokomotiven als sächsische IIIb ein. Eine Lokomotive gelangte noch in den endgültigen Nummernplan von 1925 und erhielt dort die DR-Nummer 52 7001.
Die Lokomotiven waren mit Schlepptendern der Bauart sä 3 T 7,5 und sä 3 T 9 ausgestattet.